# (33314) 1998 KX60
1998 KX60 (asteroide 33314) é um asteroide da cintura principal. Possui uma excentricidade de 0.05723240 e uma inclinação de 11.94434º.
Este asteroide foi descoberto no dia 23 de maio de 1998 por LINEAR em Socorro.